# کئواترو وینتو (هواگرد)
کئواترو وینتو (هواگرد) (به انگلیسی: Cuatro Vientos (aircraft)) یک هواگرد ساختِ کارخانهٔ برگه اویاسیون در کشور فرانسه است . این هواگرد برای نخستین بار در ۱۹۲۹ میلادی مورد استفاده قرار گرفت.